# منتخب زيمبابوي تحت 19 سنة للكريكت
منتخب زيمبابوي تحت 19 سنة للكريكت هو ممثل زيمبابوي الرسمي في المنافسات الدولية في رياضة الكريكت
.